# Sedlčany
Sedlčany là một thị trấn thuộc huyện Příbram, vùng Středočeský, Cộng hòa Séc.